# Alejandra García (actriz)
Alejandra García (León, Guanajuato, México; 26 de mayo de 1991), también conocida como Ale García, es una actriz mexicana.

## Carrera
A los 10 años participó en un concurso de belleza en León, Guanajuato, el cual ganó al preparar un monólogo. Condujo un programa juvenil en Televisa del Bajío, estudió canto y a los 15 años audicionó para un grupo musical, con el cual viajó al Distrito Federal, pero poco después se separaron.
En 2007, hizo un casting en el Centro de Educación Artística de Televisa (CEA), donde fue aceptada. Tuvo pequeñas participaciones en telenovelas como En nombre del amor y Un gancho al corazón. Luego de graduarse del CEA de Televisa, se dio a conocer en la televisión interpretando a "Lupita López" en Una familia con suerte, en 2011, donde actuó al lado de Arath de la Torre, Mayrín Villanueva y Luz Elena González, entre otros. Por su actuación fue nominada con los Premios TVyNovelas como "Mejor Revelación Femenina" siendo la ganadora de dicha categoría.
En 2013 la productora Angelli Nesma le ofrece un papel en la telenovela estelar Lo que la vida me robó como "Nadia Argüelles", papel donde se da a conocer más y donde comparte créditos junto a Angelique Boyer y Sebastián Rulli. También participó en una webserie de Nescafe llamada "Dolce gossip", interpretando a "Mariela". Además protagonizó un capítulo de La Rosa de Guadalupe titulado "Vivir para Amar".
En 2015 vuelve a trabajar con Angelli Nesma en la telenovela Que te perdone Dios personificando la etapa joven de Macaria Rios, personaje que después personificara la actriz Sabine Moussier y donde comparte créditos con Irán Castillo y Brandon Peniche. El mismo año se convierte en coprotagonista de Amor de barrio, producción de Roberto Hernández Vázquez, compartiendo créditos con Pedro Moreno, Renata Notni y Mane de la Parra.
En 2016 debuta en el teatro, protagonizando la versión mexicana del musical español de los Hombres G "Marta tiene un marcapasos", producción de Gerardo Quiroz. Allí interpreta a "Marta", compartiendo escenario con Christian Chávez, Alex Sirvent y Mar Contreras, entre otros.
En 2017 interpreta a Tania Solís Mendoza en la telenovela El Bienamado, comedia melodramática producida por Nicandro Díaz González, protagonizada por Jesús Ochoa. Ese mismo año se integra al elenco de la telenovela de Angelli Nesma, Me declaro culpable, para interpretar el personaje de Katia.
En 2019 participa en la segunda temporada de Por amar sin ley, producción del José Alberto Castro, donde personifica a Lorena Fuentes.
En 2020 personifica a Romina en Vencer el desamor, producción de Rosy Ocampo.
En 2021 se integra al elenco de La Desalmada para interpretar a Rosalina.
Es cantante y Disc Jokey (DJ) de hobby.
Fue elegida Reina del Espectáculo en el Carnaval de Campeche.
Estuvo en el grupo DosogasTeam, donde también participó su novio, Óscar Del Rey, con quien tiene un canal de YouTube titulado Oscarle Vlogs.

## Filmografía

### Telenovelas
| Año       | Telenovela             | Personaje                       |
| --------- | ---------------------- | ------------------------------- |
| 2021      | La desalmada           | Rosalina Santos                 |
| 2020-2021 | Vencer el desamor      | Romina Inunza                   |
| 2019      | Por amar sin ley       | Lorena Fuentes                  |
| 2017-2018 | Me declaro culpable    | Katia Romo                      |
| 2017      | El Bienamado           | Tania Solis Mendoza             |
| 2015      | Amor de barrio         | Laura Vasconcelos Arriaga       |
| 2015      | Que te perdone Dios    | Macaria Ríos (joven)            |
| 2013-2014 | Lo que la vida me robó | Nadia Argüelles de Medina       |
| 2013      | La rosa de Guadalupe   | María del Carmen Solís 'Maca'   |
| 2011-2012 | Una familia con suerte | Guadalupe "Lupita" López Torres |
| 2008-2009 | En nombre del amor     | Enemiga de Romina               |
| 2008-2009 | Un gancho al corazón   | Edna                            |

### Teatro
| Año  | Obra                      | Personaje |
| ---- | ------------------------- | --------- |
| 2016 | Marta tiene un marcapasos | Marta     |

## Premios y nominaciones

### Premios TVyNovelas
| Año  | Categoría                 | Telenovela             | Resultado |
| ---- | ------------------------- | ---------------------- | --------- |
| 2016 | Mejor actriz coestelar    | Amor de barrio         | Nominada  |
| 2016 | Mejor actriz juvenil      | Que te perdone Dios    | Nominada  |
| 2012 | Mejor revelación femenina | Una familia con suerte | Ganadora  |

### Premios Bravo
| Año  | Categoría  | Telenovela             | Resultado |
| ---- | ---------- | ---------------------- | --------- |
| 2012 | Revelación | Una familia con suerte | Ganadora  |